# Danger Days: The True Lives of the Fabulous Killjoys
Danger Days: The True Lives of the Fabulous Killjoys – czwarty i ostatni album studyjny amerykańskiego zespołu My Chemical Romance, wydany 22 listopada 2010 roku przez wytwórnię Reprise Records. Producentem albumu jest Rob Cavallo, który był również odpowiedzialny za poprzednia płytę The Black Parade.

## Koncepcja
Koncepcja albumu oparta jest na życiu „Fabulous Killjoys”, w skład którego wchodzą członkowie zespołu pod pseudonimami: „Party Poison” (Gerard Way), „Jet Star” (Ray Toro), „Fun Ghoul” (Frank Iero) i „Kobra Kid” (Mikey Way). Wszyscy zostali zaprezentowali w teledysku do singla „Na Na Na (Na Na Na Na Na Na Na Na Na)”. Killjoys to grupa rebeliantów, którzy walczą przeciwko złej korporacji Better Living Industries (BL/ind.) w 2019 roku, którą dowodzi Korse (Grant Morrison). Ich przewodnikiem jest DJ Dr Death Defying (Steve, Righ?) z pirackiego radia.

## Promocja
Zespół zaprezentował na oficjalnym kanale w serwisie YouTube 18 września krótki film „Art is Weapon”, zapowiadający nowy album, singiel i członków zespołu w przebraniach Killjoys.
Pierwszy singiel: „Na Na Na (Na Na Na Na Na Na Na Na Na)” miał swoją premierę 22 września 2010 roku w radiu WRFF w Filadelfii, Zane Lowe’s radio-show w BBC Radio 1, oraz KROQ w Los Angeles. Tego samego dnia potwierdzono, że „Na Na Na” będzie śpiewane w języku Simów w grze The Sims 3: Po Zmroku.
W dniu 5 listopada, oficjalna strona zespołu udostępniła możliwość pobrania całkowicie za darmo utworu „Save Yourself, I’ll Hold Them Back”.

## Lista utworów
Opracowano na podstawie materiałów źródłowych:. 
| Nr  | Tytuł utworu                                | Długość |
| --- | ------------------------------------------- | ------- |
| 1.  | „Look Alive, Sunshine”                      | 0:39    |
| 2.  | „Na Na Na (Na Na Na Na Na Na Na Na Na)”     | 3:23    |
| 3.  | „Bulletproof Heart”                         | 4:56    |
| 4.  | „Sing”                                      | 4:30    |
| 5.  | „Planetary (GO!)”                           | 4:06    |
| 6.  | „The Only Hope for Me is You”               | 4:34    |
| 7.  | „Jet-Star and the Kobra Kid/Traffic Report” | 0:26    |
| 8.  | „Party Poison”                              | 3:35    |
| 9.  | „Save Yourself, I’ll Hold Them Back”        | 3:50    |
| 10. | „S/C/A/R/E/C/R/O/W”                         | 4:28    |
| 11. | „Summertime”                                | 4:06    |
| 12. | „DESTROYA”                                  | 4:32    |
| 13. | „The Kids from Yesterday”                   | 5:24    |
| 14. | „Goodnite, Dr. Death”                       | 1:59    |
| 15. | „Vampire Money”                             | 3:38    |
|     |                                             | 54:06   |

| Wersja rozszerzona na iTunes i Apple Music | Wersja rozszerzona na iTunes i Apple Music         | Wersja rozszerzona na iTunes i Apple Music |
| Nr                                         | Tytuł utworu                                       | Długość                                    |
| ------------------------------------------ | -------------------------------------------------- | ------------------------------------------ |
| 1.                                         | „We Don’t Need Another Song About California”      | 4:27                                       |
| 2.                                         | „Na Na Na (Na Na Na Na Na Na Na Na Na)” (teledysk) | 4:06                                       |

| Wydanie japońskie | Wydanie japońskie | Wydanie japońskie |
| Nr                | Tytuł utworu      | Długość           |
| ----------------- | ----------------- | ----------------- |
| 1.                | „Zero Percent”    | 2:47              |

## Uczestnicy

### My Chemical Romance
- Bob Bryar – perkusja (określony, ale nie zaangażowany)
- Frank Iero – gitara rytmiczna, chórki i okładka zdjęcia do „Danger Days”
- Ray Toro – gitara prowadząca, chórki
- Gerard Way – wokal
- Mikey Way – gitara basowa, dodatkowe wokale w „Vampire Money”

### Dodatkowi
- Rob Cavallo – producent, miksujący utwór „The Kids from Yesterday”
- Dorian Crozier – perkusja w „Bulletproof Heart”
- Airi Isoda jako NewsAGoGo – dodatkowe głosy na „Party Poison”
- John Miceli – perkusja na ścieżkach 6, 9-12, 16-17, chórki na ścieżce 9
- Steven Montano (Steve, Righ?) Jako Dr. Death Defying – głosy na „Look Alive, Sunshine”, „Na Na Na (Na Na Na Na Na Na Na)”, „Jet-Star i Kobra Kid / Traffic Report” i „Goodnite, Dr. Death”
- Jamie Muhoberac – instrumenty klawiszowe na ścieżkach 3, 6, 9, 11; projekt dźwiękowy
- Michael Pedicone – perkusja na ścieżkach 2, 4-5, 8, 13, 15
- Jonathan Rivera – dodatkowy wokal na ścieżce 9
- James Dewees – instrumenty klawiszowe na ścieżkach 1-2, 4-5, 7-8, 10, 12-15, chórki wspomagające
- James Euringer (alias Little Jimmy Urine) – dodatkowe wokale na „Destroya”